# Australian Championships 1962
Die 50. Australian Championships waren ein Tennis-Rasenplatzturnier der Klasse Grand Slam, das von der ILTF veranstaltet wurde. Es fand vom 5. bis 15. Januar 1962 in Sydney, Australien statt.
Titelverteidiger im Einzel waren Roy Emerson bei den Herren sowie Margaret Smith bei den Damen. Im Herrendoppel waren Rod Laver und Bob Mark, im Damendoppel Margaret Smith und Mary Reitano die Titelverteidiger. Im Mixed waren Jan Lehane und Bob Hewitt die Titelverteidiger.

## Herreneinzel
| Nr. | Spieler       | Erreichte Runde |
| --- | ------------- | --------------- |
| 01. | Rod Laver     | Sieg            |
| 02. | Roy Emerson   | Finale          |
| 03. | Neale Fraser  | Halbfinale      |
| 04. | Bob Hewitt    | Halbfinale      |
| 05. | Fred Stolle   | Viertelfinale   |
| 06. | Ken Fletcher  | 3. Runde        |
| 07. | John Newcombe | Viertelfinale   |
| 08. | John Fraser   | 2. Runde        |

| Nr. | Spieler         | Erreichte Runde |
| --- | --------------- | --------------- |
| 09. | Boro Jovanović  | 2. Runde        |
| 10. | Wilhelm Bungert | Viertelfinale   |
| 11. | Nikola Pilić    | 2. Runde        |
| 12. | Premjit Lall    | 3. Runde        |
| 13. | Jaidip Mukerjea | 3. Runde        |
| 14. | Ingo Buding     | 2. Runde        |
| 15. | Roger Taylor    | 3. Runde        |

## Dameneinzel
| Nr. | Spielerin       | Erreichte Runde |
| --- | --------------- | --------------- |
| 01. | Margaret Smith  | Sieg            |
| 02. | Darlene Hard    | Viertelfinale   |
| 03. | Yolande Ramirez | Halbfinale      |
| 04. | Lesley Turner   | Viertelfinale   |
| 05. | Jan Lehane      | Finale          |
| 06. | Mary Reitano    | Halbfinale      |
| 07. | Robyn Ebbern    | Achtelfinale    |
| 08. | Madonna Schacht | Achtelfinale    |

| Nr. | Spielerin         | Erreichte Runde |
| --- | ----------------- | --------------- |
| 09. | Judy Tegart       | Viertelfinale   |
| 10. | Mary Hawton       | Achtelfinale    |
| 11. | Lorraine Robinson | Achtelfinale    |
| 12. | Norma Marsh       | Viertelfinale   |
| 13. | Jill Blackman     | Achtelfinale    |
| 14. | Fay Toyne         | Achtelfinale    |
| 15. | Beverley Rae      | Achtelfinale    |
| 16. | Dorothy Whitely   | Achtelfinale    |

## Damendoppel
| Nr. | Paarung                     | Erreichte Runde |
| --- | --------------------------- | --------------- |
| 01. | Darlene Hard Mary Reitano   | Finale          |
| 02. | Robyn Ebbern Margaret Smith | Sieg            |
| 03. | Mary Hawton Yolande Ramirez | Viertelfinale   |
| 04. | Jan Lehane Lesley Turner    | Halbfinale      |